# Lytschakiw
Lytschakiw (ukrainisch Личаків; russisch Лычаков/Lytschakow, polnisch Łyczaków) ist ein Stadtviertel der westukrainischen Stadt Lemberg und Namensgeber des Stadtrajons Lytschakiw, entlang der Lytschakiwska-Straße, der Hauptachse der Vorstadt. Als Zentrum der Vorstadt wurde das Gebiet um den Winniky-Marktplatz (ukr. Винниківський ринок) betrachtet.

## Geschichte

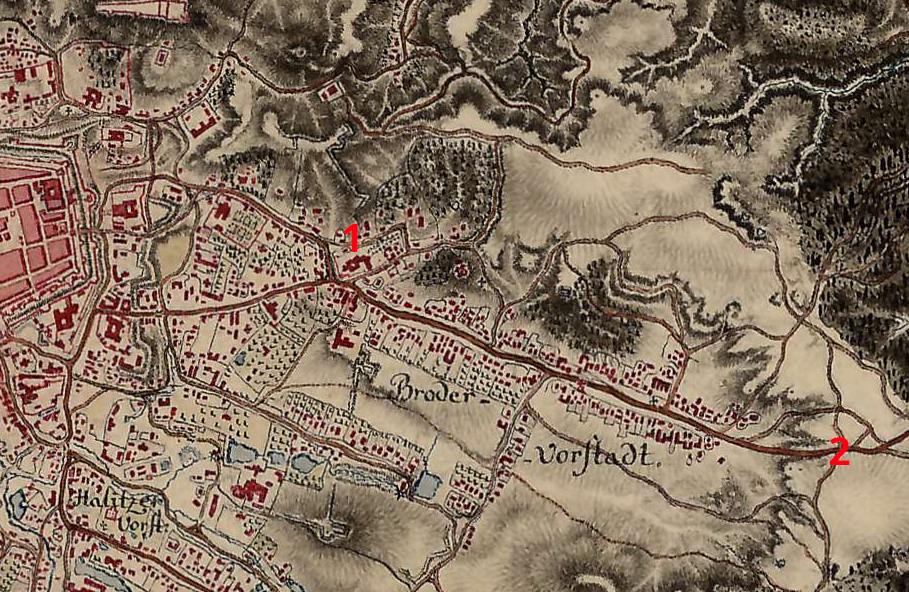
Brod(y)er Vorstadt auf der Karte von Friedrich von Mieg (um 1780); 1 — St.Antoni-Kirche im Zentrum der Brod(y)er Vorstadt, später Lytschakower Vorstadt; 2 — Stelle der Lytschakower Schranke bzw. Łyczaków an späteren Karten

Die ersten Häuser in diesem östlichen Vorstadt von Lemberg entstanden im 15. Jahrhundert. 1618 bis 1630 wurde die römisch-katholische St.Antoni-Kirche und das Kloster der Franziskaner in Sucha Wola errichtet. 1648 im Chmelnyzkyj-Aufstand wurden sie zerstört, nach 1669 wieder aufgebaut. Zu dieser Zeit wurde auch ein Kloster der Pauliner im Vorort errichtet.
Der Ortsname ist am ehesten von einem ehemaligen Vorwerk eines gewissen Stadtbürgers Lutz/Luis, mutmaßlich Lützenhof(f), oder angeblich im späten 16. Jahrhundert von Luisenhof, abgeleitet. Die Straße Lyczakow wurde schon z. B. auf einer Karte Lembergs aus dem Jahr 1770 eingezeichnet. Dieser Ortsname ersetzte schrittweise ab dem 19. Jahrhundert das Adjektiv Brodskie bzw. Brodyer (nach der Stadt Brody) im Namen der Vorstadt. Eine andere Theorie verbindet ihn mit dem Appellativ łyczak – Kleidung oder Schuhe aus Bast oder Bastfasern aus Pflanzenstängeln, wie Leinen oder Hanffaser, oder spöttisch für einen Stadtmensch, der sich in diesen kleidet (auch die Etymologie des gleichnamigen Ortsnamens aus dem 19. Jahrhundert in Polen — Łyczaków).
1787 wurde der berühmte Lytschakiwski-Friedhof angelegt. 1894 wurde das Hauptgebäude der Nationalen Medizinischen Danylo-Halyzkyj-Universität Lwiw errichtet. 1907 wurde die Lytschakiwska-Straße an die Straßenbahn angeschlossen.
Bis 1931 war die Vorstadt eines der fünf administrativen Stadtviertel von Lemberg, der im Jahr 1921 1263 Häuser mit 31.720 Einwohnern hatte, davon 25.015 Polen, 3351 Ruthenen (Ukrainer), 2899 Juden (Nationalität), 271 Deutsche, 21.591 waren römisch-katholisch, 4578 griechisch-katholisch, 462 evangelisch, 4926 waren Juden (Religion).

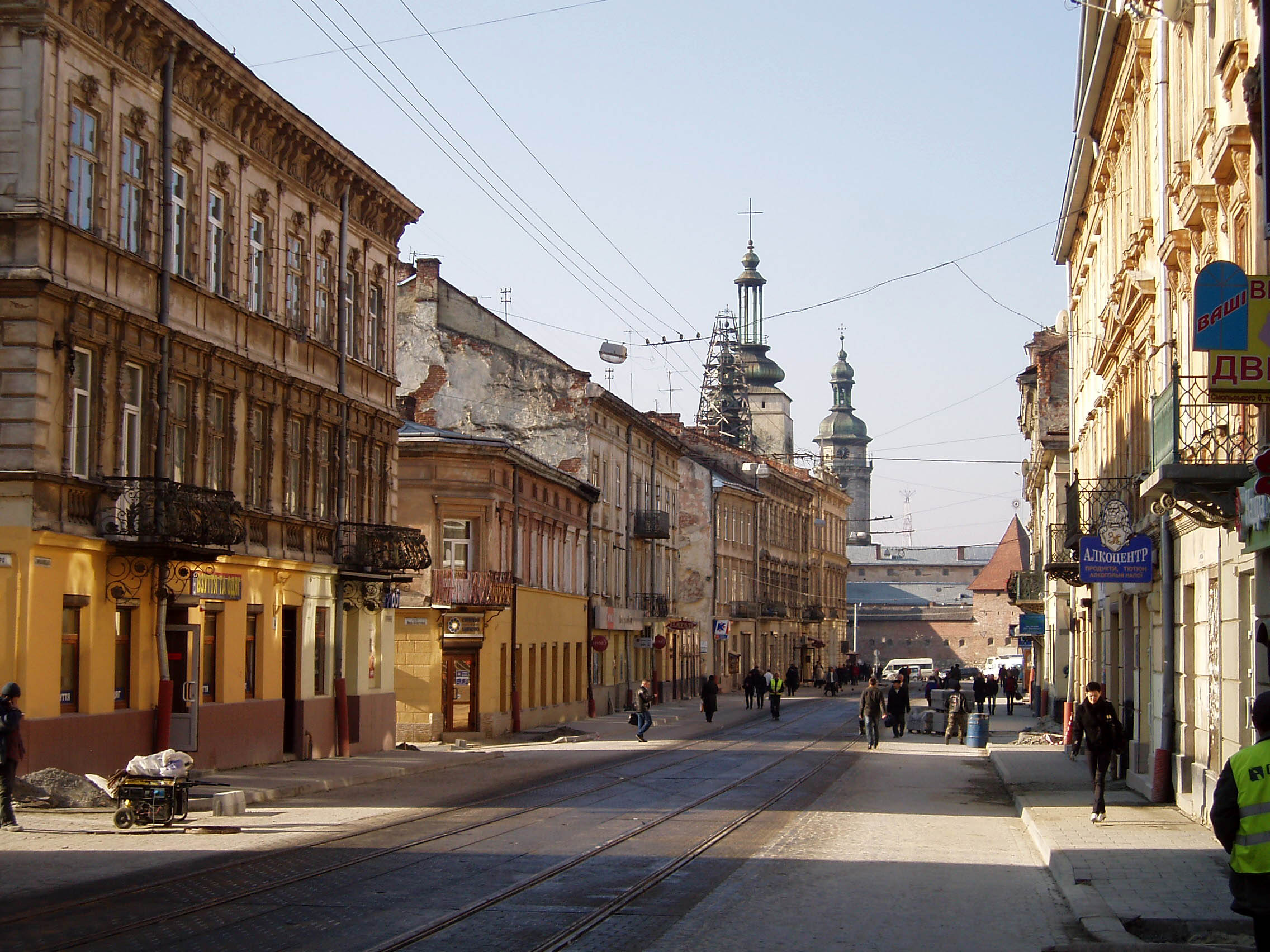
Anfang der Lytschakiwska-Straße in der Nähe der Stadtmauer
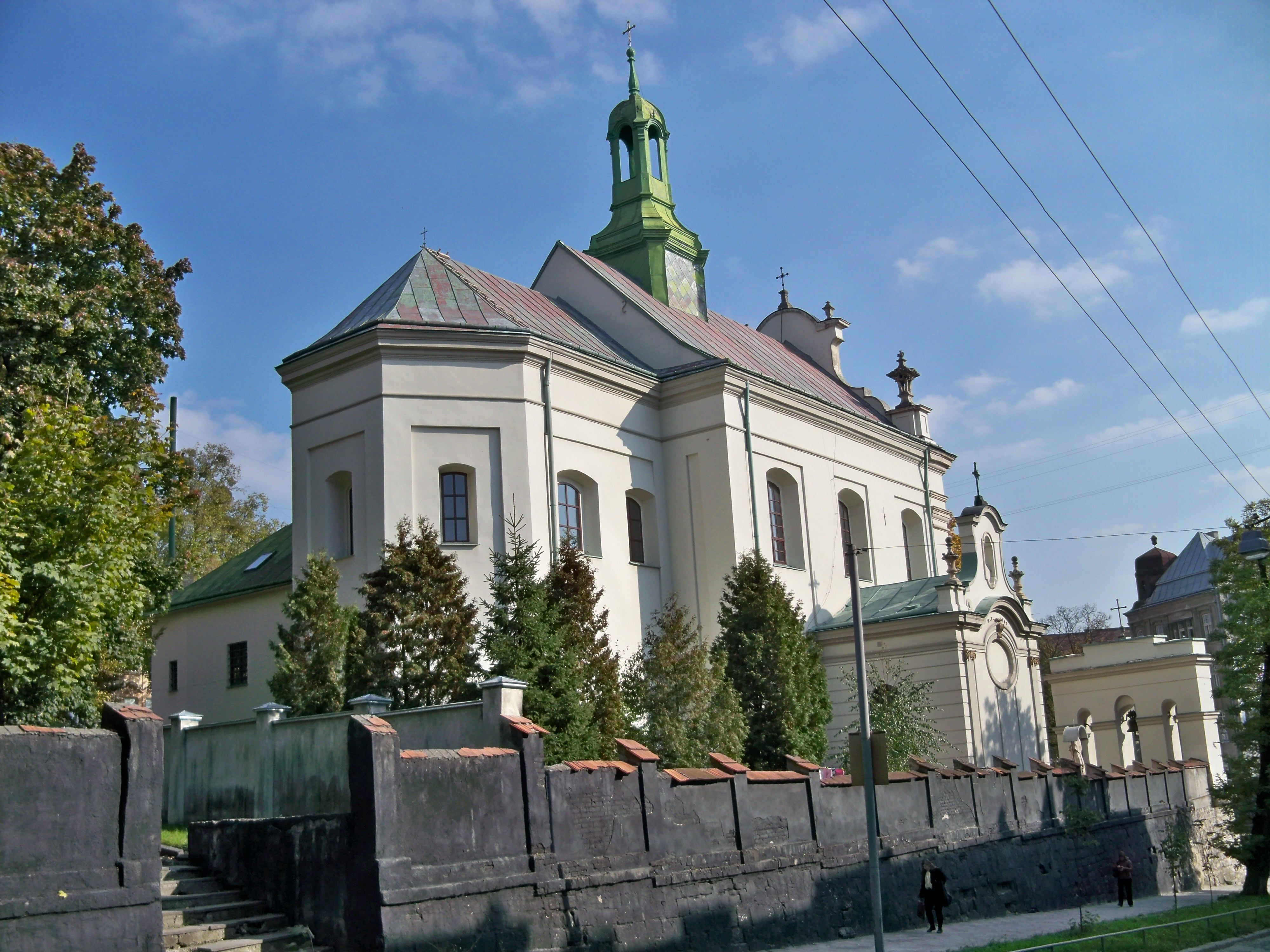
St.-Antoni-Kirche
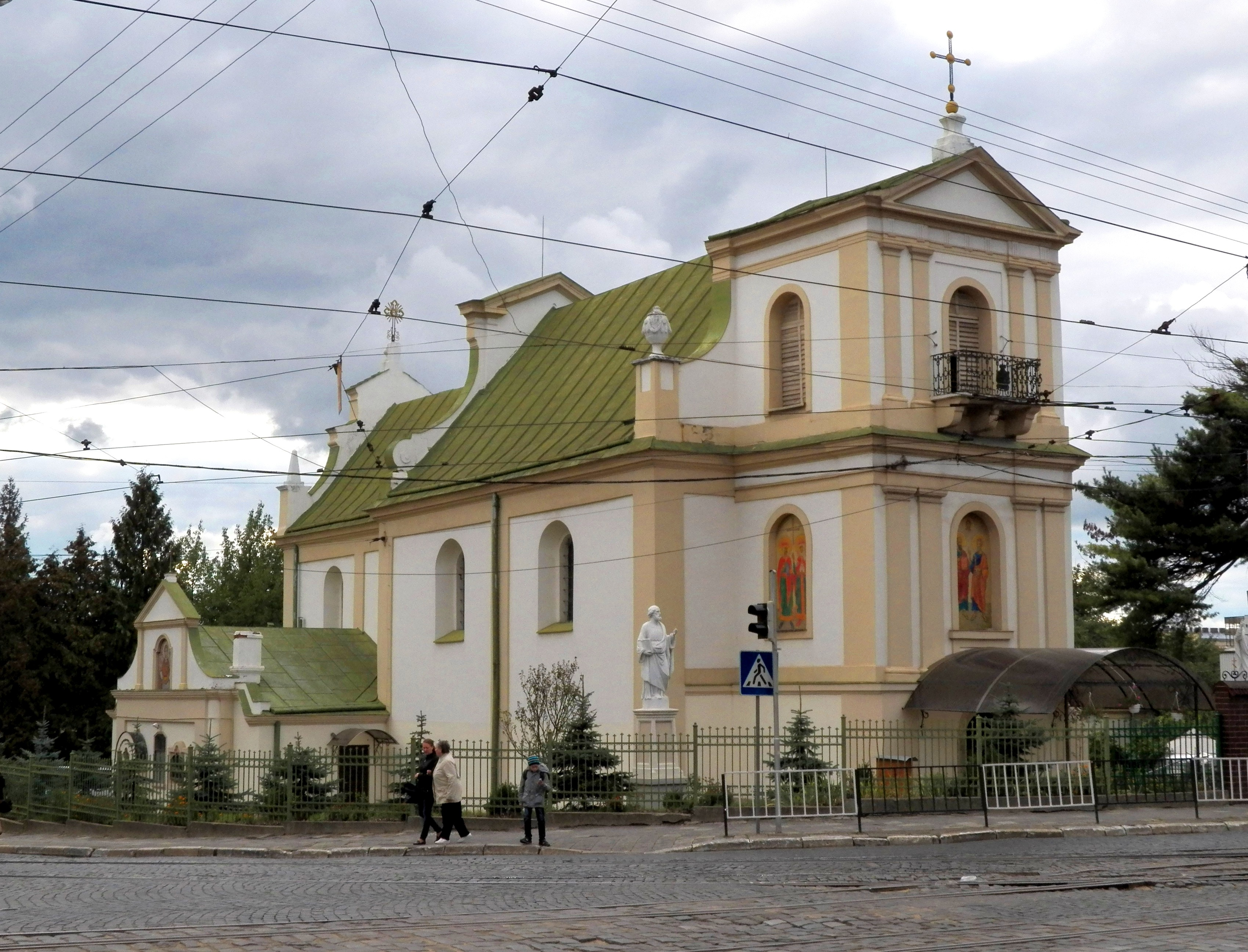
Griechisch-katholische Kirche
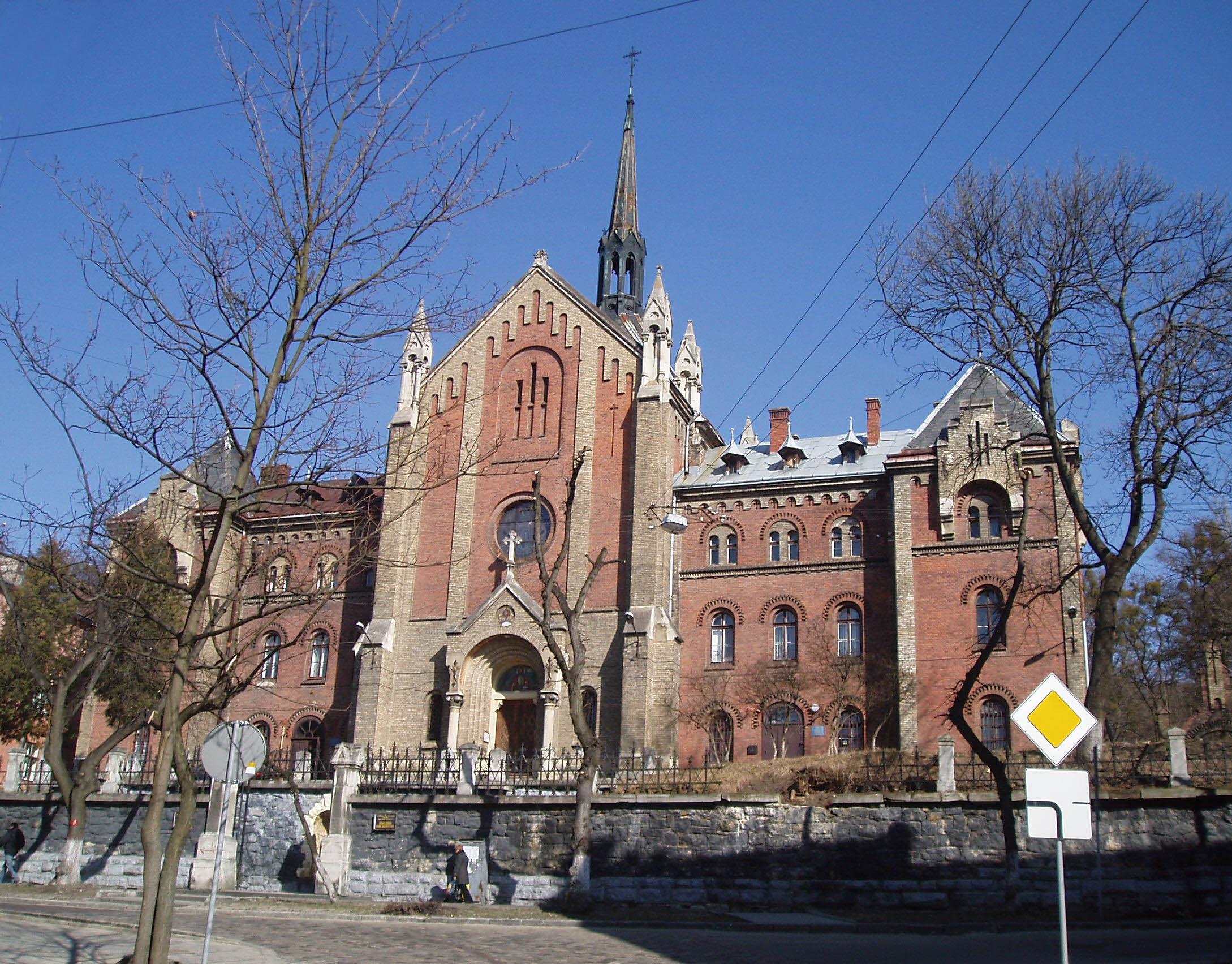
Ehemalige Kirche der Klarissen von der Ewigen Anbetung
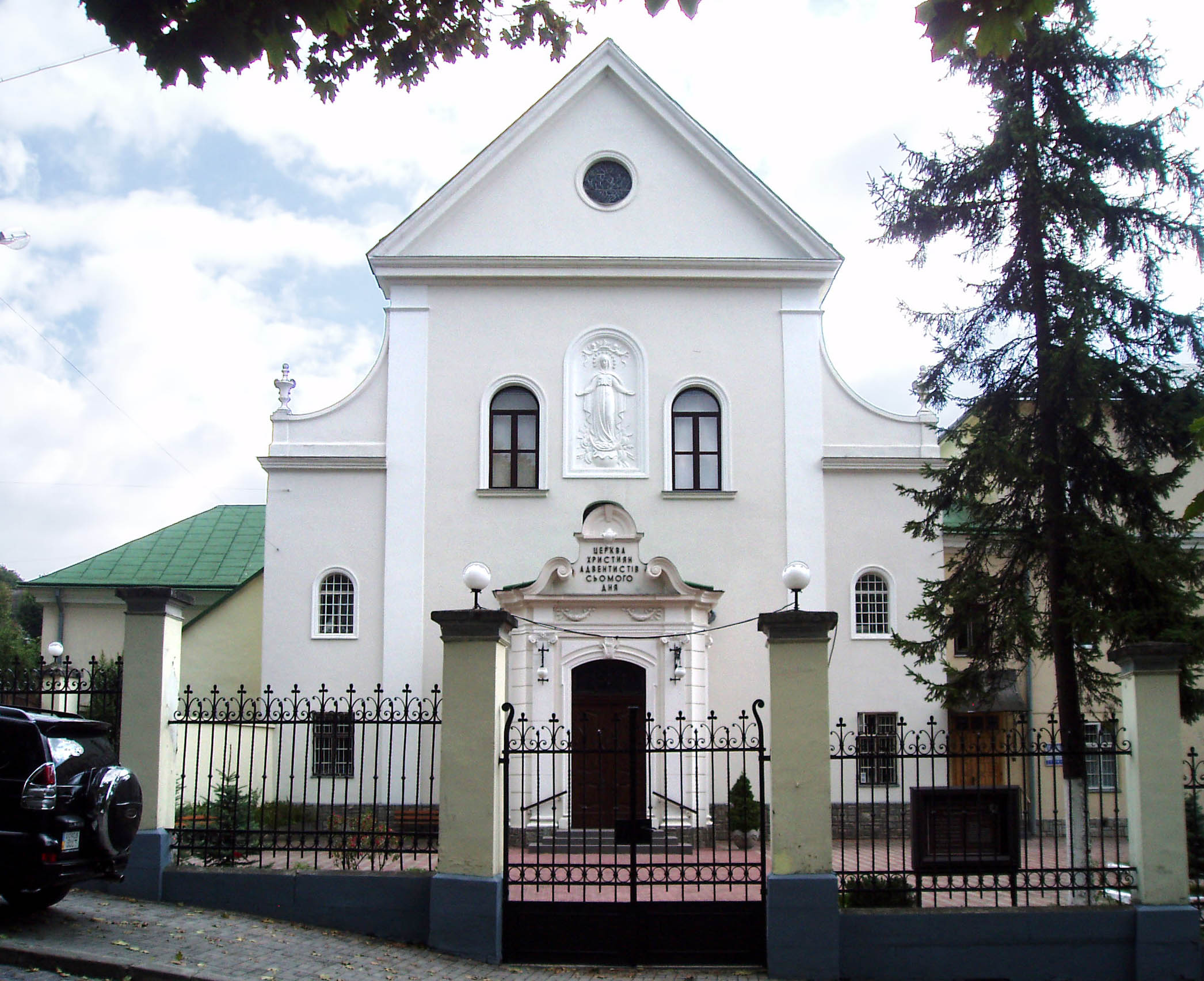
Kirche der Siebenten-Tags-Adventisten
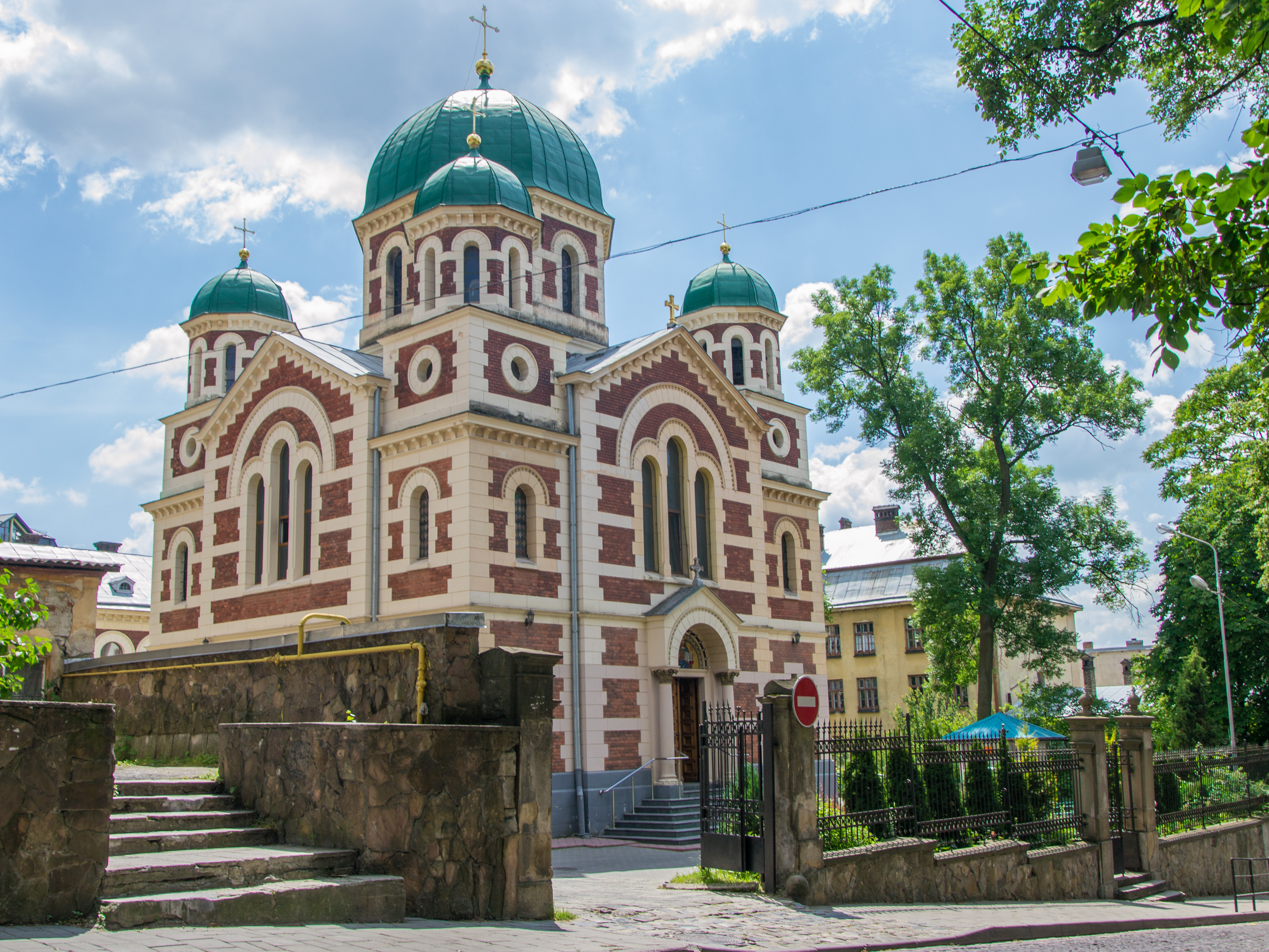
Orthodoxe Kirche